# Kaspïy FK Aqtaw
Kaspïy FK Aqtaw (Kazachs Каспий ФК Ақтау) is een voetbalclub uit Aqtaw in Kazachstan.
De club werd in 1962 opgericht onder de naam FK Stroitel Sjevtsjenko  (Russisch ФК Строитель Шевченко). Sjevtsjenko was de naam van een nederzetting die in 1961 gebouwd was als kamp voor olie-arbeiders; de stad die hier officieel in 1963 werd gesticht, werd genoemd naar de dichter Taras Sjevtsjenko die een eeuw eerder naar dit gebied was verbannen. We hebben hier dus te maken met de tamelijk unieke situatie dat de plaatselijke voetbalclub ouder is dan de stad zelf.
In 1964 werd de clubnaam FK Troed Sjevtsjenko (Russisch ФК Труд Шевченко), een naam die de club 27 jaar lang zou behouden. Na het uiteenvallen van de Sovjet-Unie in 1991 krijgt de stad echter een nieuwe naam, Aqtaw ("witte berg" in het Kazachs), dus ook de club moet nu een nieuwe naam krijgen: eerst wordt gekozen voor Aqtaw Şevçenko FK (Kazachs Ақтау Шевченко ФК), maar nog vóór de start van de eerste editie van de eigen Topdivisie in 1992 is de naam alweer veranderd in Aqtaw FK (Kazachs Ақтау ФК). Een jaar later wordt gekozen voor Munayşı Aqtaw FK (Kazachs Мұнайшы Ақтау ФК), maar in 1999 wordt het verwarrende begrip  Munayşı - de naam betekent "olie", maar is ook de naam van een stadje op 84 km afstand van Aqtaw - alweer geschrapt en heet de ploeg weer Aqtaw FK. In 2000 verandert de naam echter alweer, nu in Mañğıstaw Aqtaw FK (Kazachs Маңғыстау Ақтау ФК); Mañğıstaw is een dorp ten oosten van Aqtaw. In 2002 volgt de - voorlopig - laatste naamswijziging: naar de naam van de Kaspische Zee waaraan de stad Aqtaw ligt, heet de club voortaan Kaspïy FK Aqtaw.
Aqtaw FK is een van de eerste 25 ploegen in de Topdivisie, maar omdat de competitie na 1993 sterk wordt ingekrompen, degradeert de club tezamen met acht andere naar de pas opgerichte Pervoj-Liga. (Inmiddels) Munayşı Aqtaw FK is de allereerste kampioen van deze eerste divisie; de club keert dus meteen weer terug naar het hoogste niveau, maar trekt zich twee jaar later terug, hoewel ze in 1996 vierde was geworden. Een jaar in de tweede divisie en drie jaar in de eerste divisie volgen, tot Mañğıstaw Aqtaw FK weer promoveert; een jaar later volgt wederom degradatie.

## Erelijst
- Kampioen van de Kazachse SSR

1978
- Bekerwinnaar van de Kazachse SSR

1964, 1977, 1978
- Kampioen van de Pervoj-Liga '

1994

## Historie in dePremjer-Liga
| Jaar | Competitie   | Prestatie                                                                          | (Naam)             |
| ---- | ------------ | ---------------------------------------------------------------------------------- | ------------------ |
| 1992 | Topdivisie   | 8ste plaats in voorrondegroep A, 15de (1ste) in de degradatiegroep                 | Aqtaw FK           |
| 1993 | Topdivisie   | 7de plaats in voorrondegroep A, 20ste (8ste) in de degradatiegroep en gedegradeerd | Munayşı Aqtaw FK   |
| 1994 | Topdivisie   |                                                                                    |                    |
| 1995 | Topdivisie   | 16de plaats in de competitie                                                       | Munayşı Aqtaw FK   |
| 1996 | Topdivisie   | 4de plaats in de competitie en teruggetrokken                                      | Munayşı Aqtaw FK   |
| 1997 | Topdivisie   |                                                                                    |                    |
| 1998 | Topdivisie   |                                                                                    |                    |
| 1999 | Topdivisie   |                                                                                    |                    |
| 2000 | Topdivisie   |                                                                                    |                    |
| 2001 | Topdivisie   | 17de plaats in de competitie en degradatie                                         | Mañğıstaw Aqtaw FK |
| 2002 | Superliga    |                                                                                    |                    |
| 2003 | Superliga    |                                                                                    |                    |
| 2004 | Superliga    |                                                                                    |                    |
| 2005 | Superliga    |                                                                                    |                    |
| 2006 | Superliga    |                                                                                    |                    |
| 2007 | Superliga    |                                                                                    |                    |
| 2008 | Premjer-Liga |                                                                                    |                    |
| 2009 | Premjer-Liga |                                                                                    |                    |
| 2010 | Premjer-Liga |                                                                                    |                    |
| 2011 | Premjer-Liga |                                                                                    |                    |
| 2012 | Premjer-Liga |                                                                                    |                    |
| 2013 | Premjer-Liga |                                                                                    |                    |

## Naamsveranderingen
Alle naamswijzigingen van de club op een rijtje:
| Jaar (Datum) | Nieuwe naam (Russisch: Nederlandse transcriptie) (Kazachs: Qaydar-transcriptie) | Nieuwe Russische naam (t/m 1991) | Nieuwe Kazachse naam (vanaf 1992) |
| ------------ | ------------------------------------------------------------------------------- | -------------------------------- | --------------------------------- |
| 1961         | FK Stroitel Sjevtsjenko                                                         | ФК Строитель Шевченко            |                                   |
| 1964         | FK Troed Sjevtsjenko                                                            | ФК Труд Шевченко                 |                                   |
| 1992         | Aqtaw Şevçenko FK                                                               |                                  | Ақтау Шевченко ФК                 |
| 1992         | Aqtaw FK                                                                        |                                  | Ақтау ФК                          |
| 1993         | Munayşı Aqtaw FK                                                                |                                  | Мұнайшы Ақтау ФК                  |
| 1999         | Aqtaw FK                                                                        |                                  | Ақтау ФК                          |
| 2000         | Mañğıstaw Aqtaw FK                                                              |                                  | Маңғыстау Ақтау ФК                |
| 2002         | Kaspïy FK Aqtaw                                                                 |                                  | Каспий ФК Ақтау                   |

Akademija ·
Aqjaıyq ·
Aqtöbe B ·
FC Arys ·
Astana FK-M ·
Ekibastuz ·
Jeńis ·
Kairat-Zhas ·
Kyran Shymkent ·
Yelimay Semay ·
Taraz ·
FC Khan Tengri ·
Turan ·
FC Turkistan ·
Zhas Kyran Almati